# Eutrotonotus carignanus
Eutrotonotus carignanus är en fjärilsart som beskrevs av Sergius G. Kiriakoff 1963. Eutrotonotus carignanus ingår i släktet Eutrotonotus och familjen tandspinnare. Inga underarter finns listade i Catalogue of Life.